# Paróquia de Caldwell
A Paróquia de Caldwell é uma das 64 paróquias do Estado americano da Luisiana. A sede da paróquia é Columbia, e sua maior cidade é Columbia. A paróquia possui uma área de 1 400 km² (dos quais 29 km² estão cobertas por água), uma população de 10 560 habitantes, e uma densidade populacional de 8 hab/km² (segundo o censo nacional de 2000). 